# Marc Austin
Marc Austin (21 febbraio 1994) è un triatleta britannico.

## Palmarès
- Giochi del Commonwealth

Gold Coast 2018: bronzo nell'individuale.
- Campionati europei di triathlon juniores

Antalya 2013: bronzo nell'individuale.